# Isodon
Isodon és un gènere d'angiospermes, amb 150 espècies, que pertany a la família de les lamiàcies.

## Descripció
Arbustos, subarbustos o herbes perennes amb rizomes llenyosos i massius. Les fulles generalment són peciolades i dentades. Les flors pedicelades s'agrupen en cims compost per 3 a moltes flors, en tirs, més o menys laxos o estrets, o panícules obertes, rarament en espigues denses.
El calze es presenta des de campanulat a tubular-campanulat, rectes o declinats, sovint dilatats. El limbe és pentadentat o bilaviat, llavi superior tridentat i el llavi superior bidentat. El tub de la corol·la està projectat cap a fora. Aquesta és més o menys sacciforme, bilaviada, i còncava.
Presenten 4 estams declinats. Els filaments són lliures i desdentats. Les anteres estan formades per 2 cèl·lules, l'àpex generalment són confluents. L'estil és curt. Presenten núcules subcirculars o ocasionalment d'oblongues a ovoides, glabres o peludes i suaus.

## Distribució
Nativa de les regions tropicals i subtropicals del Vell Món. La major varietat es troba a l'Àsia, només hi ha algunes espècies en l'Àfrica.

## Taxonomia
| - Isodon adenanthus - Isodon adenolomus - Isodon albopilosus - Isodon alborubrus - Isodon amethystoides | - Isodon angustifolius - Isodon anisochilus - Isodon assamicus - Isodon atroruber - Isodon bifidocalyx |

## Sinònims
- Rabdosia (Blume) Hassk., Flora 25(2 Beibl.): 25 (1842).
- Dielsia Kudô, Mem. Fac. Sci. Taihoku Imp. Univ. 2: 143 (1929), nom. illeg.
- Amethystanthus Nakai, Bot. Mag. (Tokyo) 48: 785 (1934).
- Homalocheilos J.K.Morton, J. Linn. Soc., Bot. 58: 249 (1962).
- Skapanthus C.Y.Wu i H.W.Li, Acta Phytotax. Sin. 13: 77 (1975).
- Rabdosiella Codd, Bothalia 15: 9 (1984).